# کازوکی نیشییا
کازوکی نیشییا (انگلیسی: Kazuki Nishiya؛ زادهٔ ۵ اکتبر ۱۹۹۳) بازیکن فوتبال اهل ژاپن است.
از باشگاه‌هایی که در آن بازی کرده‌است می‌توان به باشگاه ورزشی توچیگی اشاره کرد.